# Welwyn Hatfield (circonscription britannique)
Circonscription parlementaire de la Chambre des communes
La circonscription de Welwyn Hatfield est une circonscription électorale anglaise située dans le Hertfordshire, représenté dans la Chambre des communes du Parlement britannique depuis 2024 par Andrew Lewin du Parti travailliste.

## Géographie
La circonscription comprend:
- Les villes de Hatfield et de Welwyn Garden City

## Députés
Les Members of Parliament (MPs) de la circonscription sont:
| Législature                                    | Années       | Député      | Député             | Parti        |
| ---------------------------------------------- | ------------ | ----------- | ------------------ | ------------ |
| Welwyn Hatfield issue de Hertford et St Albans |              |             |                    |              |
| 46e                                            | 1974–1974    |             | Robert Lindsay     | Conservateur |
| 47e                                            | 1974–1979    |             | Helene Hayman      | Travailliste |
| 48e                                            | 1979–1983    |             | Christopher Murphy | Conservateur |
| 49e                                            | 1983–1987    |             | Christopher Murphy | Conservateur |
| 50e                                            | 1987–1992    | David Evans |                    | Conservateur |
| 51e                                            | 1992–1997    | David Evans |                    | Conservateur |
| 52e                                            | 1997–2001    |             | Melanie Johnson    | Travailliste |
| 53e                                            | 2001–2005    |             | Melanie Johnson    | Travailliste |
| 54e                                            | 2005–2010    |             | Grant Shapps       | Conservateur |
| 55e                                            | 2010–2015    |             | Grant Shapps       | Conservateur |
| 56e                                            | 2015–2017    |             | Grant Shapps       | Conservateur |
| 57e                                            | 2017–2019    |             | Grant Shapps       | Conservateur |
| 58e                                            | 2019–2024    |             | Grant Shapps       | Conservateur |
| 59e                                            | 2024–Présent |             | Andrew Lewin       | Travailliste |

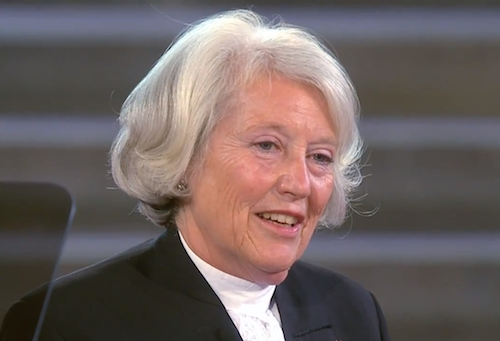
Helene Hayman (oct. 1974–1979)
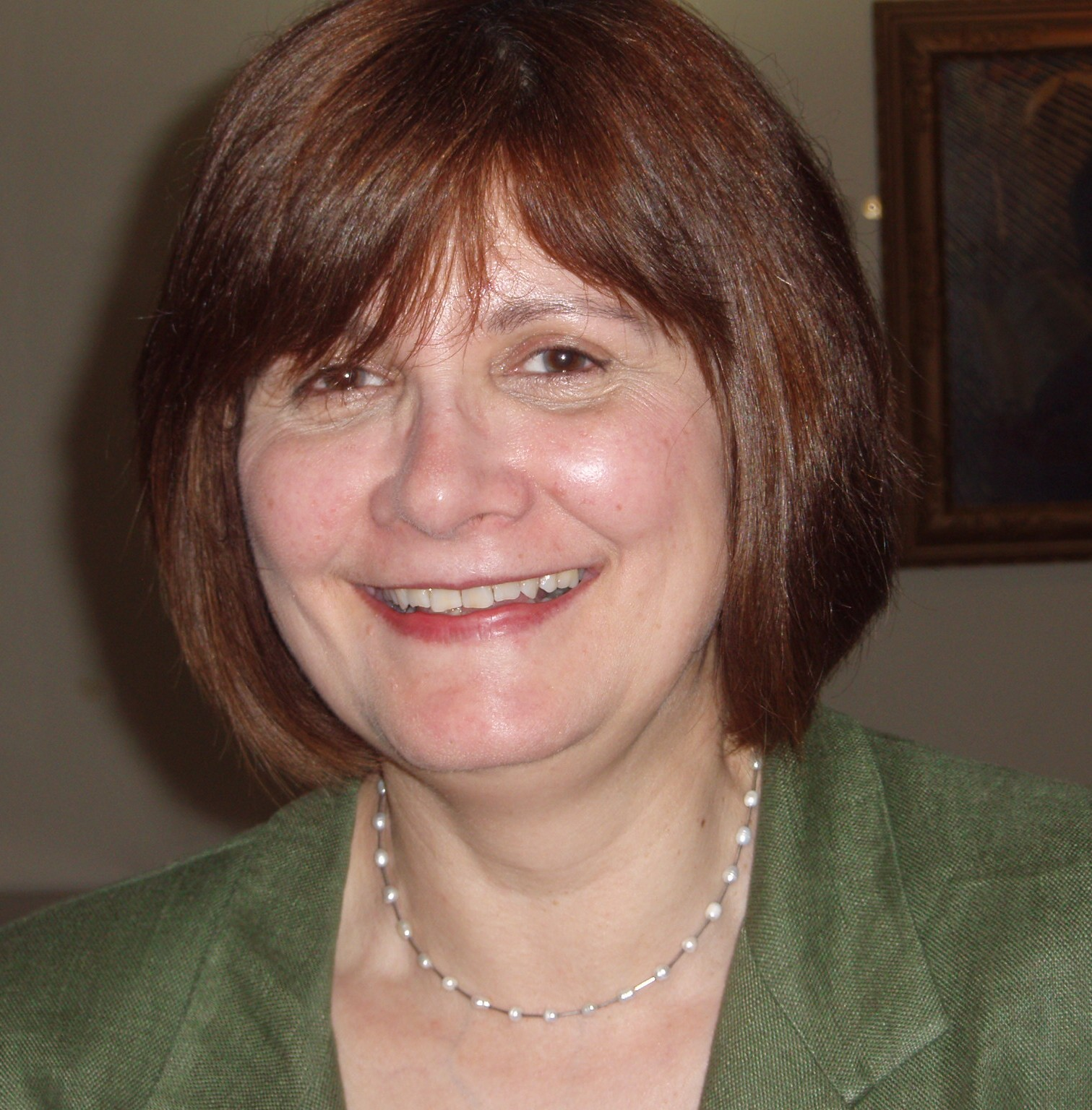
Melanie Johnson (1997–2005)
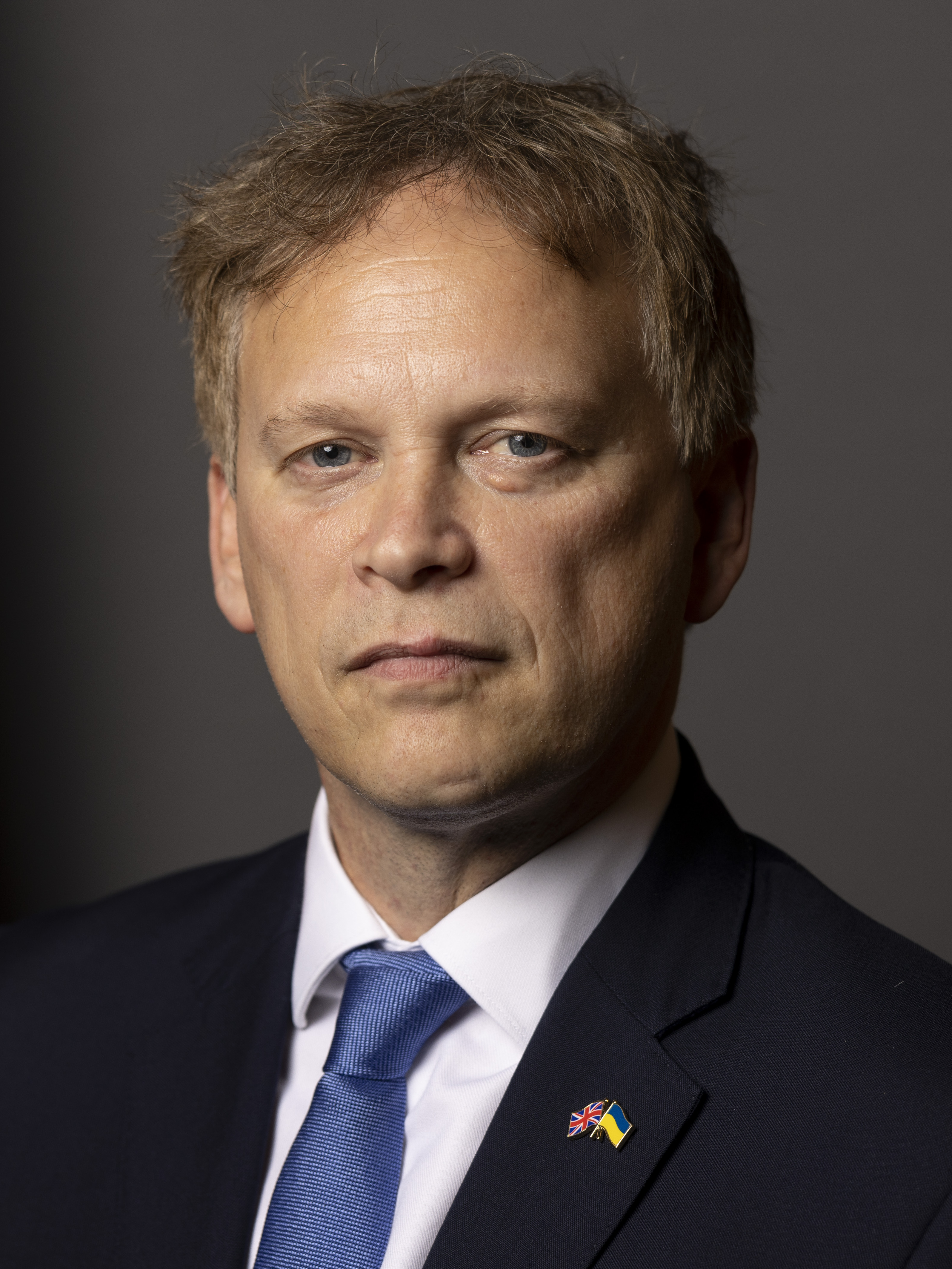
Grant Shapps (2005–2024)
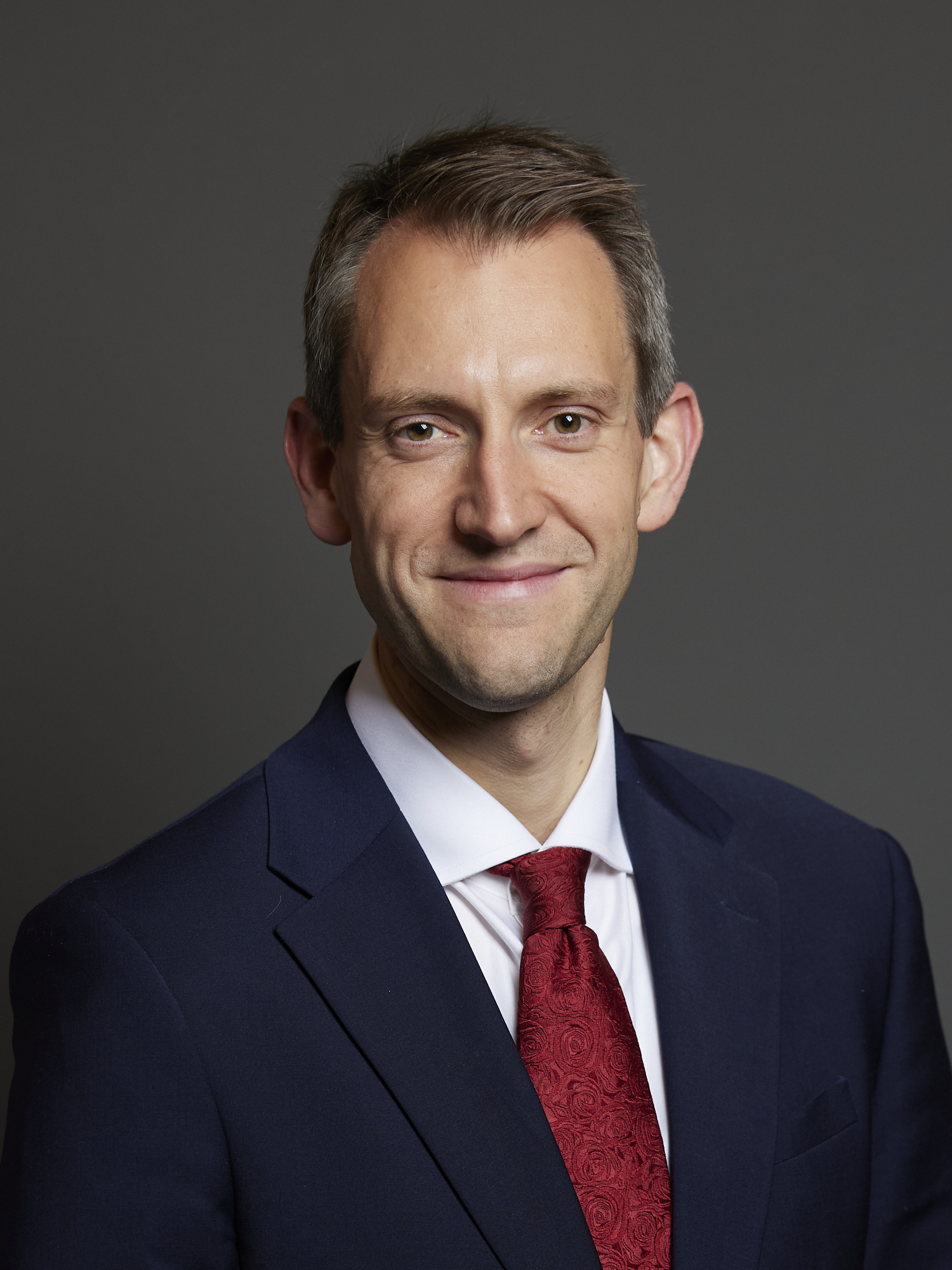
Andrew Lewin (2024–Présent)

## Résultats électoraux

### Résultats dans les années 2020
| Parti         | Parti                                   | Candidat                                | Voix   | %     | ±       |
| ------------- | --------------------------------------- | --------------------------------------- | ------ | ----- | ------- |
|               | Travailliste                            | Andrew Lewin                            | 19 877 | 41,0  | +9,3    |
|               | Conservateur                            | Grant Shapps                            | 16 078 | 33,2  | −19,4   |
|               | Reform UK                               | Jack Aaron                              | 6 397  | 13,2  | Nouveau |
|               | Libéraux-démocrates                     | John Munro                              | 3 117  | 6,4   | −6,3    |
|               | Vert                                    | Sarah Butcher                           | 2 986  | 6,2   | +3,1    |
| Majorité      | Majorité                                | Majorité                                | 3 799  | 7,8   |         |
| Participation | Participation                           | Participation                           | 48 455 | 64,6  | −4,9    |
|               | Travailliste vainqueur sur Conservateur | Travailliste vainqueur sur Conservateur | Swing  | +14,4 |         |

### Résultats dans les années 2010
| Parti         | Parti                | Candidat             | Voix   | %    | ±    |
| ------------- | -------------------- | -------------------- | ------ | ---- | ---- |
|               | Conservateur         | Grant Shapps         | 27 394 | 52,6 | +1,6 |
|               | Travailliste         | Rosie Newbigging     | 16 439 | 31,6 | −5,2 |
|               | Libéraux-démocrates  | Paul Zukowskyj       | 6 602  | 12,7 | +5,3 |
|               | Vert                 | Oliver Sayers        | 1 618  | 3,1  | +1,5 |
| Majorité      | Majorité             | Majorité             | 10 955 | 21,0 | +6,8 |
| Participation | Participation        | Participation        | 52 053 | 69,5 | −1,5 |
|               | Conservateur retenir | Conservateur retenir | Swing  | +3,4 |      |

| Parti         | Parti                | Candidat             | Voix   | %    | ±       |
| ------------- | -------------------- | -------------------- | ------ | ---- | ------- |
|               | Conservateur         | Grant Shapps         | 26 374 | 51,0 | +0,6    |
|               | Travailliste         | Anawar Miah          | 19 005 | 36,8 | +10,7   |
|               | Libéraux-démocrates  | Nigel Quinton        | 3 836  | 7,4  | +1,1    |
|               | UKIP                 | Dean Milliken        | 1 441  | 2,8  | –10,3   |
|               | Vert                 | Christianne Sayers   | 835    | 1,6  | –1,9    |
|               | Indépendant          | Melvyn Jones         | 178    | 0,3  | Nouveau |
| Majorité      | Majorité             | Majorité             | 7 369  | 14,2 | –10,1   |
| Participation | Participation        | Participation        | 51 669 | 71,0 | +2,5    |
|               | Conservateur retenir | Conservateur retenir | Swing  | −5,0 |         |

| Parti         | Parti                | Candidat             | Voix   | %    | ±       |
| ------------- | -------------------- | -------------------- | ------ | ---- | ------- |
|               | Conservateur         | Grant Shapps         | 25 281 | 50,4 | −6,6    |
|               | Travailliste         | Anawar Miah          | 13 128 | 26,1 | +4,7    |
|               | UKIP                 | Dean Milliken        | 6 556  | 13,1 | +9,7    |
|               | Libéraux-démocrates  | Nigel Quinton        | 3 140  | 6,3  | −10,1   |
|               | Vert                 | Christianne Sayers   | 1 742  | 3,5  | +1,9    |
|               | Indépendant          | Michael Green        | 216    | 0,4  | Nouveau |
|               | TUSC                 | Richard Shattock     | 142    | 0,3  | Nouveau |
| Majorité      | Majorité             | Majorité             | 12 153 | 24,3 | −11,3   |
| Participation | Participation        | Participation        | 50 205 | 68,5 | +0,5    |
|               | Conservateur retenir | Conservateur retenir | Swing  | −5,7 |         |

| Parti         | Parti                | Candidat             | Voix   | %     | ±       |
| ------------- | -------------------- | -------------------- | ------ | ----- | ------- |
|               | Conservateur         | Grant Shapps         | 27 894 | 57,0  | +7,4    |
|               | Travailliste         | Mike Hobday          | 10 471 | 21,4  | −14,9   |
|               | Libéraux-démocrates  | Paul Zukowskyj       | 8 010  | 16,4  | +2,2    |
|               | UKIP                 | David Platt          | 1 643  | 3,4   | Nouveau |
|               | Vert                 | Jill Weston          | 796    | 1,6   | Nouveau |
|               | Indépendant          | Nigel Parker         | 158    | 0,3   | Nouveau |
| Majorité      | Majorité             | Majorité             | 17 423 | 35,6  | +22,3   |
| Participation | Participation        | Participation        | 48 972 | 68,0  | −0,2    |
|               | Conservateur retenir | Conservateur retenir | Swing  | +11.1 |         |

### Résultats dans les années 2000
| Parti         | Parti                                   | Candidat                                | Voix   | %    | ±    |
| ------------- | --------------------------------------- | --------------------------------------- | ------ | ---- | ---- |
|               | Conservateur                            | Grant Shapps                            | 22 172 | 49,6 | +9,2 |
|               | Travailliste                            | Melanie Johnson                         | 16 226 | 36,3 | −6,9 |
|               | Libéraux-démocrates                     | Sara Bedford                            | 6 318  | 14,1 | 0,0  |
| Majorité      | Majorité                                | Majorité                                | 5 946  | 13,3 |      |
| Participation | Participation                           | Participation                           | 44 716 | 68,1 | +4,2 |
|               | Conservateur vainqueur sur Travailliste | Conservateur vainqueur sur Travailliste | Swing  | +8,0 |      |

| Parti         | Parti                | Candidat             | Voix   | %    | ±       |
| ------------- | -------------------- | -------------------- | ------ | ---- | ------- |
|               | Travailliste         | Melanie Johnson      | 18 484 | 43,2 | −3,9    |
|               | Conservateur         | Grant Shapps         | 17 288 | 40,4 | +3,9    |
|               | Libéraux-démocrates  | Daniel Cooke         | 6 021  | 14,1 | +0,6    |
|               | UKIP                 | Malcolm Biggs        | 798    | 1,9  | Nouveau |
|               | Alliance Pro-Vie     | Fiona Pinto          | 230    | 0,5  | 0,0     |
| Majorité      | Majorité             | Majorité             | 1 196  | 2,8  | −7,8    |
| Participation | Participation        | Participation        | 42 821 | 63,9 | −14,7   |
|               | Travailliste retenir | Travailliste retenir | Swing  | −3,9 |         |

### Résultats dans les années 1990
| Parti         | Parti                                   | Candidat                                | Voix   | %     | ±       |
| ------------- | --------------------------------------- | --------------------------------------- | ------ | ----- | ------- |
|               | Travailliste                            | Melanie Johnson                         | 24 936 | 47,1  | +11,1   |
|               | Conservateur                            | David Evans                             | 19 341 | 36,5  | −11,0   |
|               | Libéraux-démocrates                     | Rodney Schwartz                         | 7 161  | 13,5  | −2,5    |
|               | Association des Résidents               | Victor Cox                              | 1,263  | 2,4   | Nouveau |
|               | Alliance Pro-Vie                        | Helen Harrold                           | 267    | 0,5   | Nouveau |
| Majorité      | Majorité                                | Majorité                                | 5 595  | 10,6  |         |
| Participation | Participation                           | Participation                           | 52 968 | 78,6  | −5,7    |
|               | Travailliste vainqueur sur Conservateur | Travailliste vainqueur sur Conservateur | Swing  | +11,0 |         |